# Джерико (Арканзас)
Джерико (англ. Jericho, Arkansas) — город, расположенный в округе Криттенден (штат Арканзас, США) с населением в 184 человека по статистическим данным переписи 2000 года.

## География
По данным Бюро переписи населения США город Джерико имеет общую площадь в 1,29 квадратных километров, водных ресурсов в черте населённого пункта не имеется.
Джерико расположен на высоте 69 метров над уровнем моря.

## Демография
По данным переписи населения 2000 года в Джерико проживало 184 человека, 46 семей, насчитывалось 66 домашних хозяйств и 73 жилых дома. Средняя плотность населения составляла около 153,3 человека на один квадратный километр. Расовый состав Джерико по данным переписи распределился следующим образом: 4,35 % белых, 92,93 % — чёрных или афроамериканцев, 2,17 % — представителей смешанных рас, 0,54 % — других народностей. Испаноговорящие составили 2,72 % от всех жителей города.
Из 66 домашних хозяйств в 19,7 % — воспитывали детей в возрасте до 18 лет, 40,9 % представляли собой совместно проживающие супружеские пары, в 27,3 % семей женщины проживали без мужей, 30,3 % не имели семей. 27,3 % от общего числа семей на момент переписи жили самостоятельно, при этом 13,6 % составили одинокие пожилые люди в возрасте 65 лет и старше. Средний размер домашнего хозяйства составил 2,79 человек, а средний размер семьи — 3,50 человек.
Население города по возрастному диапазону по данным переписи 2000 года распределилось следующим образом: 25,5 % — жители младше 18 лет, 6,5 % — между 18 и 24 годами, 25,5 % — от 25 до 44 лет, 23,4 % — от 45 до 64 лет и 19,0 % — в возрасте 65 лет и старше. Средний возраст жителей составил 40 лет. На каждые 100 женщин в Джерико приходилось 75,2 мужчин, при этом на каждые сто женщин 18 лет и старше приходилось 77,9 мужчин также старше 18 лет.
Средний доход на одно домашнее хозяйство в городе составил 20 625 долларов США, а средний доход на одну семью — 28 214 долларов. При этом мужчины имели средний доход в 22 250 долларов США в год против 13 125 долларов среднегодового дохода у женщин. Доход на душу населения в городе составил 8577 долларов в год. 25,0 % от всего числа семей в округе и 25,4 % от всей численности населения находилось на момент переписи населения за чертой бедности, при этом из них были моложе 18 лет и 56,8 % — в возрасте 65 лет и старше.